# Henri Courtine
Henri Courtine (født 11. maj 1930, død 20. februar 2021) var en fransk judoka. Han fik bronze ved det første VM i judo 1956 i Tokyo, efter at være blevet slået af Shokichi Natsui i semifinalen.
Han blev i 2007 æret med titlen jūdan (10. dan), som den første franske judoka. Denne titel er imidlertid ikke officielt anerkendt af Kodokan.
Courtine døde 20. februar 2021 i en alder af 90.

## Eksterne henvisininger
- Henri Courtine hos JudoInside.com (engelsk)